# Nezumia wularnia
Nezumia wularnia es una especie de pez de la familia Macrouridae en el orden de los Gadiformes.

## Morfología
• Los machos pueden llegar alcanzar los 37 cm de longitud total.

## Hábitat
Es un pez de aguas profundas que vive entre 500-1.320 m de profundidad.

## Distribución geográfica
Se encuentra en Australia Occidental.